# NGC 2377
NGC 2377 في الفهرس العام الجديد، هي مجرة، تقع في كوكبة وحيد القرن. اكتشفت في 1874 بواسطة إدوارد ستيفان.

## روابط خارجية
- NGC 2377 على موقع ويكي سكاي: DSS2, SDSS, GALEX, IRAS, Hydrogen α, X-Ray, Astrophoto, Sky Map, Articles and images